# Langdon Winner
Langdon Winner (San Luis Obispo, California, 7 de agosto de 1944) es un teórico político estadounidense que ha desarrollado sus estudios alrededor de los aspectos sociales y políticos que rodean el cambio tecnológico moderno.
Vive en Nueva York, está casado y tiene tres hijos.

## Biografía
```
 Obtuvo su B. A. en Ciencias Políticas por la Universidad de California en Berkeley, en 1966.
 M. A. en 1967.
 Ph D. en 1973
 Actualmente es catedrático de Humanidades y Ciencias Sociales en el Departamento de Estudios de Ciencia y Tecnología de la Rensselaer Polytechnic Institute , Troy, NY, USA.
```

Ha ejercido como profesor en numerosos centros y universidades norteamericanas entre las que destacan: la New School for Social Research en Nueva York, la Universidad de California en Santa Cruz y el Massachusetts Institute of Technology en Cambridge; y también ha colaborado con Universidades del resto del mundo como la Universidad del Atlántico en Colombia, la Universidad de Leiden en los Países Bajos, el Centro de Tecnología y Cultura de la Universidad de Oslo en Noruega, la Universidad Pontificia de Salamanca y la Universidad Complutense de Madrid en España, y la Universidad del Noroeste de Shenyang en China.
Como divulgador del pensamiento político contemporáneo y la perspectiva tecnológica ha pronunciado conferencias en todo el mundo e imparte numerosos cursos de formación y seminarios desde una posición activista centrada en la justicia social, la tecnología sostenible y el antimilitarismo.
Aportaciones a los estudios de Ciencia y Tecnología.
Elogiado por The Wall Street Journal como "El académico líder en la política de la tecnología" es un teórico político que se centra en los temas sociales y políticos que rodean el cambio tecnológico moderno. Para Langdon Winner las tecnologías son políticas en tanto que las diferentes opciones que se pueden plantear durante su elección afectan significativamente la distribución del poder, autoridad y privilegios de una determinada comunidad.
Langdon Winner ha hecho un gran nombre de aportaciones a los estudios sociales sobre las relaciones entre la ciencia, la tecnología y la sociedad contemporánea. Los conceptos más destacables del autor son las propiedades políticas atribuidas a los artefactos tecnológicos, la autonomía de la tecnología y el sonambulismo tecnológico. 
Tienen política los artefactos?
El determinismo tecnológico tradicional asocia la tecnología a la neutralidad, considerando que un artefacto técnico no es más que un conjunto de elementos materiales con una estructura orientada a cumplir una determinada función. Según esta corriente, durante el siglo XX, el desarrollo de la técnica evoluciona en torno a su dinámica interna y en ningún caso está influida por la sociedad. De esta manera, el progreso técnico es independiente de las presiones sociales. 
Winner se aleja de este planteamiento afirmando que lo que denominamos “tecnologías” son, en realidad, maneras de ordenar nuestro mundo. Es decir, muchas invenciones que forman parte de nuestra vida cotidiana comportan la posibilidad de ordenar la actividad humana de diferentes maneras. Conscientemente o no, las sociedades escogen estructuras para las tecnologías que influyen sobre cómo van a trabajar las personas, cómo se comunican y cómo consumen a lo largo de su vida. En los procesos mediante los cuales se toman las decisiones sobre estas estructuras, las personas acaban distribuyéndose en diferentes umbrales de poder y conocimiento. 
Una ilustración ya clásica que utiliza Winner para fundamentar esta tesis son los casi doscientos pasos elevados de Long Island construidos por el arquitecto Robert Moses con el fin de obtener un determinado efecto social. En este caso, se trataba de hacer imposible la presencia de autobuses en las avenidas de Long Island, la cual cosa implicaba reservar el uso de los parques y de las playas a los blancos de las clases altas, excluyendo a los negros, usuarios del transporte público. Los autobuses de cuatro metros de alto no podían pasar por unos puentes tan bajos –de una altura inferior a tres metros-, hecho que dificultaba el acceso de las minorías raciales y de los grupos de bajos ingresos al mar y a las zonas verdes de la costa. La discriminación racial y el prejuicio social de Moses se hacen aún más evidentes si se tiene en cuenta que vetó la extensión del ferrocarril de Long Island para Jones Beach. 
Para Winner, la tecnología puede poseer propiedades políticas mediante dos formas distintas. En primer lugar, cuando el diseño, creación y aplicación de un sistema técnico se lleva a cabo para conseguir un objetivo concreto dentro de una comunidad. Son los denominados planos técnicos que actúan como formas de orden. Esta forma de manipular y controlar las personas a menudo se encuentra en la arquitectura, la construcción de las obras públicas y el mobiliario urbano. El excelente ejemplo de los pasos elevados de Long Island no solo es claro, sino que también explica el abasto del poder político mediante el uso de los artefactos como herramientas promotoras de la desigualdad. Así pues, tal y como dice el autor, “las tecnologías pueden ser utilizadas de manera que faciliten el poder, la autoridad y los privilegios de unos sobre otros”. 
En este tipo de artefactos, cargados de propiedades políticas, se ve una clara premeditación por lo que respecta a su diseño e implantación. A diferencia de lo que se podría pensar, no siempre se introducen las nuevas tecnologías por motivos de mejoría, sino para la obtención del dominio sobre los demás. También puede haber artefactos que acaban perjudicando a una minoría de la sociedad sin que hayan sido diseñados para este fin. Un ejemplo podrían ser los edificios con escaleras y sin rampas. En este caso no es que los diseñadores de las escaleras quisieran marginar las personas con movilidad reducida, pero estos artefactos adquieren propiedades políticas, ya que facilitan el poder y los privilegios a la gente sin problemas de movilidad. 
El segundo grupo de artefactos que pueden poseer propiedades políticas son, según Winner, las tecnologías inherentemente políticas. Son artefactos más complejos, ya que se trata de los sistemas tecnológicos que o bien necesitan o bien son muy “compatibles” con ciertos tipos de relaciones sociales. Nos referimos a la tecnología a gran escala que, por sí misma, está cargada políticamente e implica ciertas condiciones sociales. La versión fuerte de esta teoría defiende que el artefacto requiere totalmente tanto la creación como el mantenimiento de condiciones sociales y políticas particulares con tal de hacerlo funcionar. Por otro lado, la versión débil sostiene que la tecnología es simplemente compatible con estos elementos, pero en ningún caso los requieren para existir. 
En todo caso, algunos tipos de artefactos se estructuran de una manera muy determinada a causa de las decisiones sobre estos, cosa que acaba afectando a las asociaciones humanas. Si tomamos como ejemplo el coche, un artefacto muy común, pero complejo, desde el diseño de un nuevo modelo hasta la venta al consumidor, este artefacto ha tenido que pasar por muchos sistemas y subsistemas tecnológicos. La complejidad de un reto parecido ha hecho que se creara una serie de departamentos centralizados (diseño, fabricación, marketing, administración, dirección, etc.), cada uno con su propia jerarquía y manera de funcionar. El desarrollo de la tecnología pedía la creación de estas organizaciones sociales y los roles de poder y autoridad. 
De acuerdo con la tesis del autor, “los sistemas tecnológicos más sofisticados son […] altamente compatibles con un control de la gestión jerárquico y centralizado”. Además, la manera de ser de las estructuras sociales construidas alrededor del artefacto se acaban imponiendo por encima de las otras posibilidades, incluso cuando éstas tengan características de carácter moral que puedan cuestionar su existencia. De hecho, los patrones de autoridad en estos casos se convierten en el modelo a seguir en las otras relaciones políticas y económicas, mientras “las razones morales distintas de las prácticas tiendan a parecer obsoletas, “idealistas” e irrelevantes. 
En definitiva, la creación, diseño y uso de los artefactos tecnológicos son las materializaciones de las formas de poder en un determinado contexto. Sus usos prácticos y concretos, por el contrario, se presentan como instrumentos útiles y eficaces para determinadas tareas y aparecen, de esta manera, como artefactos totalmente neutrales. 
Tecnología autónoma
La tecnología autónoma, concepto al cual se dedicó un libro entero, es uno de los conceptos más trabajados por Winner. Siguiendo la obra de Jacques Ellul, define la tecnología como algo que escapa del control humano y, por tanto, pone en cuestión la concepción de racionalidad técnica. 
La teoría de Winner, enmarcada en la filosofía política de la tecnología, se aborda desde la perspectiva de una sociedad moderna con un cierto grado de desarrollo cientificotécnico, en la cual “ciertas tecnologías ya no pueden ser interpretadas adecuadamente dentro del marco conceptual que las precomprende como meros instrumentos heterónomos”. Es decir, la tecnología no tiene un carácter neutral ni se rige únicamente por el logro por parte del hombre de verdades científicas, ni es tampoco la solución pragmática y racional a problemas humanos. Más bien al contrario, ya que algunas tecnologías se encuentran fuera del control tanto del individuo como de los grupos sociales y son capaces de generar imprevistos. 
Es precisamente por estas características que Winner habla de autonomía. “Autonomía entendida como un concepto político-moral vinculado a las ideas modernas de libertad y control. Ser autónomo quiere decir autogobernarse.” La tecnología es autónoma porque, aunque nace instrumentalizada con el objetivo humano ya clásico de dominar la naturaleza, ha escapado del control del individuo. “La pérdida de control se manifiesta en un cambio de nuestra habilidad de conocer, juzgar o controlar nuestros medios técnicos”. Si no somos capaces de entender el instrumento tampoco seremos capaces de manipularlo y aún menos de controlarlo. Este desconocimiento llevará a una “adaptación de los fines humanos a los medios disponibles”, de manera que la sociedad se acabará adaptando en una conformación tecnológica que determinará su existencia, su manera de vivir y convivir. Es por este motivo que aparecerán nuevas relaciones sociales y políticas que se adapten mejor al contexto tecnológico. 
La teoría de Winner es aplicable a un contexto muy acotado: el del desarrollo de la sociedad occidental a partir de la revolución industrial y durante el siglo XX. No se trata de una teoría que procure dilucidar el comportamiento histórico de la tecnología misma, sino que llega al concepto de tecnología política y tecnología autónoma haciendo un retrato instantáneo. No se trata, pues, de una concepción de la tecnología como agente incontrolado, sino que más bien advierte las implicaciones morales que puede tener la implantación de ciertas tecnologías fuera del abasto y el control de la sociedad. 
Sonambulismo tecnológico
Según Winner el sonambulismo tecnológico se produce principalmente por la idea de progreso en el pensamiento social y, en consecuencia, por la falta de consciencia y reflexión sobre la transformación de las condiciones humanas que supone el constante desarrollo tecnológico. Nuestra relación con los artefactos tecnológicos es bastante obvia, considerándolos solo como simples medios para la actividad humana; pocas veces discutimos o juzgamos los nuevos cambios tecnológicos con plena consciencia de lo que significan. Esto provoca que el significado de la tecnología no vaya más allá de la interpretación estrictamente funcional y, a la vez, que la consideremos totalmente neutra por lo que respecta a su posición moral. 
De esta manera, el sonambulismo tecnológico ciega lo que realmente significa la tecnología para nuestras sociedades actualmente: unas fuerzas muy poderosas que actúan para modificar nuestra actividad y significado. Un ejemplo muy clarificador de este concepto que expone Winner en su libro La ballena y el reactor, es el automóvil. Saber cómo la aparición del automóvil ha modificado nuestra sociedad no es conocer solo el uso y las reglas de tránsito o la política del transporte urbano, sino también es conocer cómo ha modificado los hábitos, las relaciones sociales y las ideas en el espacio y el tiempo. 
A causa de las complejas modificaciones sociales que provocan las innovaciones tecnológicas, y gracias al sonambulismo tecnológico que sufre la sociedad, se necesita una interpretación más profunda que la que podemos obtener de los métodos de evaluación tecnológicos clásicos, los cuales son insuficientes porque parten de la premisa causa y efecto. Precisamente, es por esto que los estudios de Winner han supuesto una importante contribución tanto para el desarrollo de los estudios sociales de la tecnología como por el avance de la filosofía de la tecnología.

## Libros seleccionados
- (1979), Tecnología autónoma, Barcelona, Gustavo Gili.

- (1987), La ballena y el reactor: una búsqueda de los límites en la era de la alta tecnología, Barcelona, Gedisa.

- (1992), Technology and Democracy (editor), Dordrecht y Boston: Reidel/Kluwer.

- (1997), Technology and Democracy: Technology in the Public Sphere (coeditado con Andrew Feenberg y Torben Hviid Nielsen), Oslo  : Center for Technology and Culture.

## Artículos seleccionados
- (1983). ¿Tienen política los artefactos?. Versión castellana de Mario Francisco Villa. Publicación original: “Do Artifacts Have Politics? en: D.Mackenzie et al. (eds.), The Social Shaping of Technology, Philadelphia: Open University Press, 1985. artículo online

- (1993), “Upon Opening the Black Box and Finding it Empty: Social Constructivism and the Philosophy of Technology”. Science, Technology &Human Values, Vol. 18, nº3, 362-378. artículo en línea

- (2000), “Los mitos ciberlibertarios y sus prospectos para la comunidad”, Contexto Educativo. Revista digital de educación y nuevas tecnologías, e-ISSN 1515-7458, nº4. artículo en línea

- (2001), “Dos visiones de la civilización tecnológica”, en López Cerezo, J. A. y J.M. Sánchez Ron (eds.), Ciencia, tecnología, sociedad y cultura en el cambio de siglo, Madrid, Biblioteca Nueva, Organización de Estados Iberoamericanos. en línea

- (2002), “Are Humans obsolete?”, Hedgehog Review. artículo en línea